# West-Australische stroom

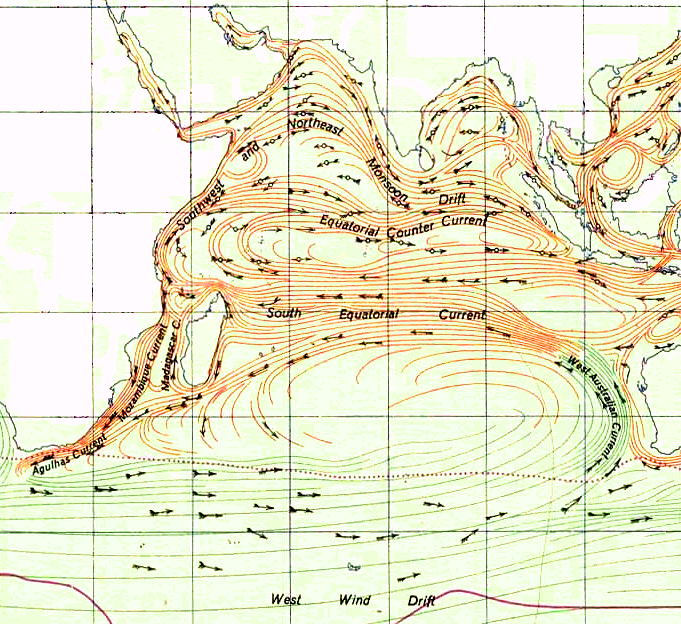
West-Australische stroom langs de kust van Australië

De West-Australische stroom is een koele oppervlaktestroom van de zuidelijke Indische Oceaan. Ten westen van de zeestroom bevindt zich de Indische Oceaan-gyre.
Het begint als de zuidelijke stroom van de Indische Oceaan, een deel van de grotere Antarctische circumpolaire stroom (westenwinddrift). Naarmate de stroom West-Australië nadert, gaat deze noordwaarts, parallel aan de westkust van Australië, en wordt de West-Australische stroom. In het noorden gaat de West-Australische stroom over in de Indische Zuidequatoriale stroom.
De stroming is voornamelijk seizoensgebonden, is zwakker in de winter en sterker in de zomer en wordt beïnvloed door de wind in dat gebied.
Naast de stroom van de West-Australische stroom aan de westkust van Australië, stroomt ook de Leeuwinstroom en Zuid-Australische tegenstroom langs deze kust, waarbij de eerste in de tegenovergestelde richting stroomt. Deze drie stromingen dragen samen sterk bij tot de regenval en het klimaat in het zuidwesten van West-Australië.